# الخرابة (الصوفي)

تعديل مصدري - تعديل

الخرابة محلة تابعة لقرية الصوفي، التابعة لعزلة ربع ظلمة بمديرية حبيش إحدى مديريات محافظة إب في الجمهورية اليمنية، بلغ تعداد سكانها 52 حسب تعداد اليمن لعام 2004.